# Автошлях E005
Європейський маршрут E005 — європейський автомобільний маршрут категорії Б, в Узбекистані, що з'єднує міста Гуза та Самарканд.

## Маршрут
- Узбекистан
  - E40, E60  Гузар - Самарканд